# 陽蹻脈
陽蹻脈，奇經八脈之一，是足太陽之別脈。起於跟中穴，循外踝上行，入風池穴。陰陽蹻脈交會於目內眥，入屬於腦，故《靈樞·寒熱病》有“陽氣盛則目，陰氣盛則瞑目”的說法。陽蹻盛，則不易入睡。陽蹻脈失調時，會出現肢體內側肌肉弛緩而外側拘急的病症。